# Tombe de Sitarane
La tombe de Sitarane est un monument funéraire de l'île de La Réunion, département et région d'outre-mer français dans le sud-ouest de l'océan Indien. Tombe censée abriter les restes du criminel Sitarane, qui fut exécuté en 1911, elle est située dans le cimetière de Saint-Pierre, un cimetière qui se trouve le long du boulevard Hubert-Delisle, dans le centre-ville de la commune de Saint-Pierre. En fait, la tombe serait vide.
Peinte d'un rouge vif, elle est remarquable par les croyances et pratiques religieuses qui y sont associées et qui en font un haut lieu de la sorcellerie à La Réunion : des cérémonies occultes y ont lieu régulièrement, quasiment chaque jour, avec offrandes de nourriture et d'alcool. Des photographies de personnes à qui est jeté un mauvais sort y sont également déposées en nombre. 

## Annexe